# مقبرة هيليوبوليس العسكرية
مقبرة هيليوبوليس العسكرية، والتي تتضمن نصبين تذكاريين منقولين - نصب بورتوفيق التذكاري ونصب عدن التذكاري (عدن) - هي مقبرة عسكرية ونصب تذكاري في حي مصر الجديدة (هيليوبوليس) بالقاهرة في مصر، لجنود الكومنولث (الإمبراطورية البريطانية الاستعمارية) من جيش الهند البريطاني الذين قُتلوا خلال الحربين العالميتين الأولى والثانية. هناك 3,727 هندياً - منهم ما يقرب من 2,000 قُتلوا في الحرب العالمية الأولى و1,700 قُتلوا في الحرب العالمية الثانية - من بين 4000 شخص دفنوا أو جرى إحياء ذكراهم في المقبرة.
نُقل نصب بورتوفيق التذكاري إلى هذه المقبرة واستعرضه السفير الهندي في مصر في أكتوبر 1980 بعد هدم النصب التذكاري الأصلي في بورتوفيق في الطرف الجنوبي لقناة السويس بسبب الأضرار الجسيمة التي لحقت به نتيجة القصف الإسرائيلي في 1967. وهو يحيي ذكرى 4000 رجل خدموا وماتوا مع الجيش الهندي البريطاني خلال الحرب العالمية الأولى في مصر وفلسطين، والذين ليس لديهم مقبرة معروفة. استعرض السفير الهندي في مصر اللوحات التي تحمل أسمائهم والتي أقيمت في أجنحة مدخل المقبرة العسكرية بمصر الجديدة في أكتوبر 1980. تتولى هيئة الكومنولث لمقابر الحرب صيانة المقبرة التي دُفن بها أو خُلد ذكرى 1,742 من قتلى الكومنولث في الحرب العالمية الثانية، كما أن بها 83 قبراً لأشخاص من جنسيات أخرى. صمم هيوبرت ورثينجتون [الإنجليزية] هذه المقبرة، فيما صمم النقيب الحاصل على وسام الصليب العسكري تشارلز سرجنت جاغر [الإنجليزية] النصب التذكاري الأصلي في بورتوفيق.
أُعيد بناء نصب عدن التذكاري بالمقبرة ليحل محل النصب التذكاري الأصلي في ستيمر بوينت (مديرية التواهي) بعدن والذي هُدم في 1967 بسبب توسعة ميناء عدن. وهو يخلد ذكرى أكثر من 600 رجل من قوات الكومنولث الذين قُتلوا دفاعاً عن عدن خلال الحرب العالمية الأولى والذين ليس لديهم قبر معروف. وُضعت اللوحات التي تحمل أسمائهم في الأجنحة الموجودة نهاية المقبرة العسكرية بمصر الجديدة.

## أبرز المدفونين والمُكرمين
- إيدان سينغ من فوج جودبور (الخدمة الإمبراطورية) لانسر[2]
- بادلو سينغ [الإنجليزية] من الكتيبة 14، فوج موراي جات لانسر[2]
- باغوجي من فوج المهندسين وزارعو الألغام الثالث[2]
- جيفري ناريس [الإنجليزية]
- جورتشاران من فيلق مشاة المرشدين الخاص بالملكة فيكتوريا (القوة الحدودية) (لومسدن)[2]
- محمد يوسف علي خان من كتيبة باتيالا (راجيندرا) لانسر، فوج السيخ[2]
- نارايان سينغ صاحب الكتيبة 50 من فوج بنادق كوماون[2]
- نازارا سينغ من الكتيبة 51 من فوج السيخ (القوة الحدودية)[2]
- نيكا سينغ من الكتيبة 51 من فوج السيخ (القوة الحدودية)[2]
- ستيفن هاغارد [الإنجليزية]
- ويلفريد لويس لويد [الإنجليزية]